# Morro Redondo

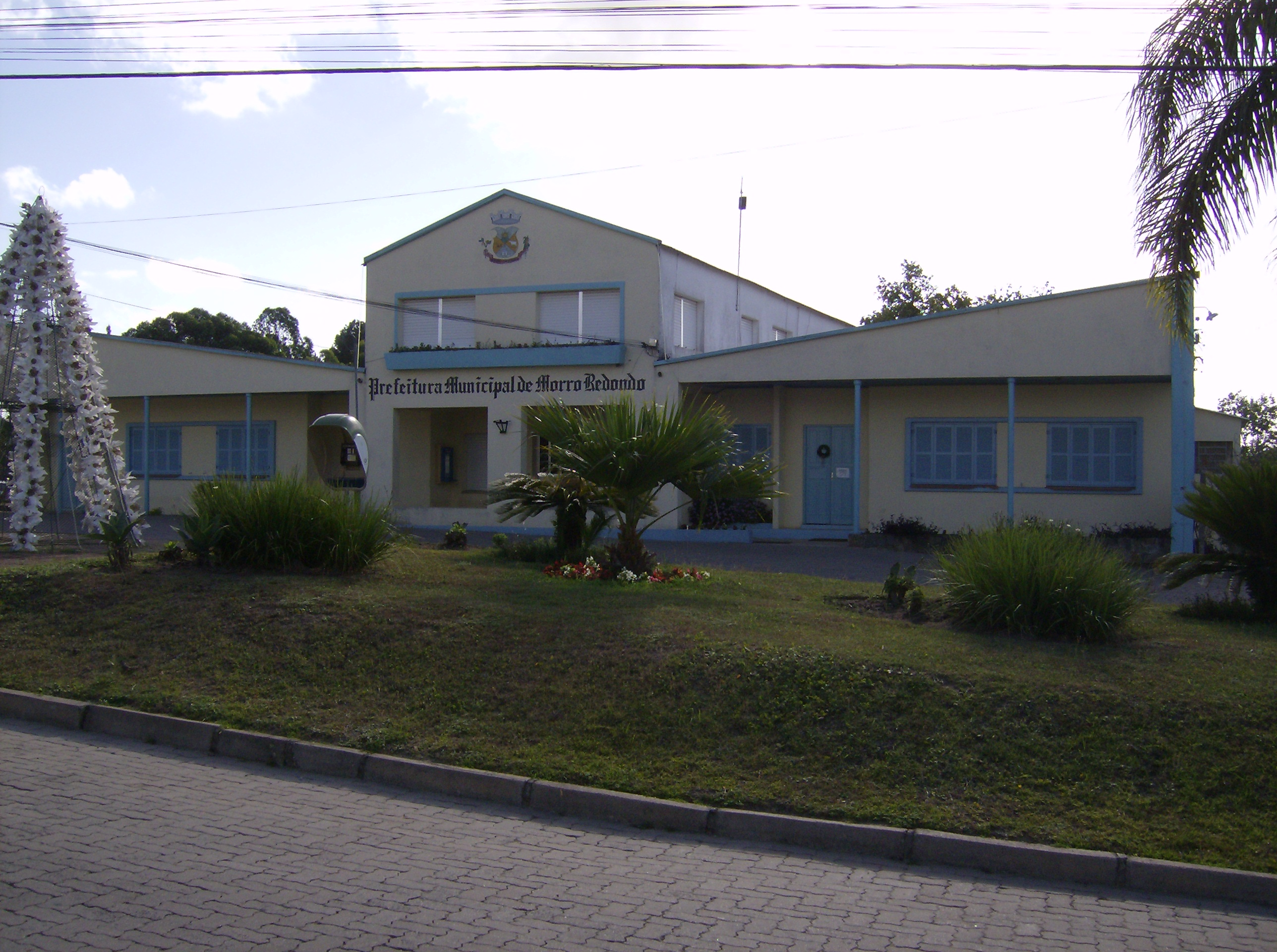
Ayuntamiento del municipio de Morro Redondo

Morro Redondo es un municipio brasileño del estado de Río Grande del Sur.
Se encuentra ubicado a una latitud de 31º35'18" Sur y una longitud de 52º37'55" Oeste, estando a una altitud de 245 metros sobre el nivel del mar. Su población estimada para el año 2004 era de 5.961 habitantes.
Ocupa una superficie de 247,14 km².
- Datos: Q505340
- Multimedia: Morro Redondo / Q505340